# Баранчак, Станислав
Стани́слав Бара́нчак (пол. Stanisław Barańczak; 13 ноября 1946, Познань — 26 декабря 2014, Ньютон, штат Массачусетс) — польский поэт, переводчик, эссеист.

## Биография
Окончил Университет им. Адама Мицкевича в Познани по отделению Польская филология (1969). В 1967—1971 входил в редакцию литературного журнала Стрежень (пол. Nurt). Дебютировал книгой стихов Корректура лица (1968). Член ПОРП (1967-1969). В 1973 получил степень доктора филологии, защитив диссертацию о творчестве Мирона Бялошевского.
Подписал протестное Письмо 59-ти (1975), вошёл в Комитет защиты рабочих, из-за чего в 1977 был отстранен от преподавания и уволен из университета. Активный участник правозащитного движения. Преподавал в подпольных университетах в Познани и Кракове.
С 1980 — член Солидарности, вернулся в университет. С 1981, после введения в Польше военного положения, жил и работал за рубежом. Преподавал в Гарварде. Был одним из основателей парижского литературного журнала Zeszyty Literackie (1983), в 1986—1990 входил в редакцию ежеквартального журнала The Polish Review в Нью-Йорке. Член Товарищества польских писателей.
Сестра — писательница Малгожата Мусерович.
Страдал болезнью Паркинсона. Умер 26 декабря 2014 года в Ньютоне, похоронен 3 января 2015 года на кладбище в Кембридже.

## Творчество
Крупнейший представитель новой волны  в польской поэзии 1960-х годов. Видный переводчик с английского, немецкого, русского языков на польский и с польского на немецкий и английский. Среди переведенных им — Шекспир и поэты-метафизики, Ян Кохановский (перевод на английский в соавторстве с Шеймасом Хини), Хопкинс, Эмили Дикинсон, Томас Харди, Элиот, Мандельштам, Э. Э. Каммингс, Элизабет Бишоп, Оден, Пауль Целан, Вислава Шимборская и Збигнев Херберт (на англ. яз.), Шеймас Хини, Бродский, Горбаневская и др.

## Книги
- 1968 Korekta twarzy
- 1970 Jednym tchem
- 1971 Nieufni i zadufani. Romantyzm i klasycyzm w młodej poezji lat sześćdziesiątych
- 1972 Dziennik poranny. Wiersze 1967—1971
- 1973 Ironia i harmonia. Szkice o najnowszej literaturze polskiej
- 1974 Język poetycki Mirona Białoszewskiego
- 1977 Ja wiem, że to niesłuszne. Wiersze z lat 1975—1976 (Париж)
- 1978 Sztuczne oddychanie (Лондон)
- 1979 Etyka i poetyka. Szkice (Париж)
- 1980 Knebel i słowo. O literaturze krajowej w latach siedemdziesiątych
- 1980 Tryptyk z betonu, zmęczenia i śniegu (Краков, подпольное изд-во)
- 1981 Wiersze prawie zebrane
- 1981 Książki najgorsze (Краков, подпольное изд-во)
- 1981 Dziennik poranny. Poezje 1967—1981
- 1981 Bo tylko ten świat bólu…
- 1983 Czytelnik ubezwłasnowolniony. Perswazje w masowej kulturze literackiej PRL
- 1984 Uciekinier z Utopii. O poezji Zbigniewa Herberta (Лондон)
- 1986 Atlantyda i inne wiersze z lat 1981—1985 (Лондон)
- 1988 Przed i po. Szkice o poezji krajowej przełomu lat siedemdziesiątych i osiemdziesiątych
- 1988 Widokówka z tego świata i inne rymy z lat 1986—1988 (Париж)
- 1990 Tablica z Macondo, albo osiemnaście prób wytłumaczenia sobie i innym po co i dlaczego się pisze (Лондон)
- 1991 Biografioły
- 1991 159 wierszy. 1968—1988
- 1994 Podróż zimowa
- 1995 Pegaz zdębiał
- 1996 Poezja i duch Uogólnienia. Wybór esejów 1970—1995
- 1998 Geografioły
- 1998 Chirurgiczna precyzja

## Публикации на русском языке
- [Стихотворения]/ Пер. Вл. Британишского// Наталья Астафьева, Владимир Британишский. Польские поэты XX века: Антология. Т. 2. СПб.: Алетейя, 2000, с.425-432.

## Признание
Премия Фонда Косцельских (1972), стипендия Гуггенхайма (1989), премия Нике (1998). Командорский крест Ордена Возрождения Польши (2006). Большой крест Ордена Возрождения Польши (2014). Вроцлавская поэтическая премия Силезиус за совокупность творчества (2009). Почётный гражданин Познани. Почётный доктор Силезского и Ягеллонского университетов.